# Nederlands Dans Theater

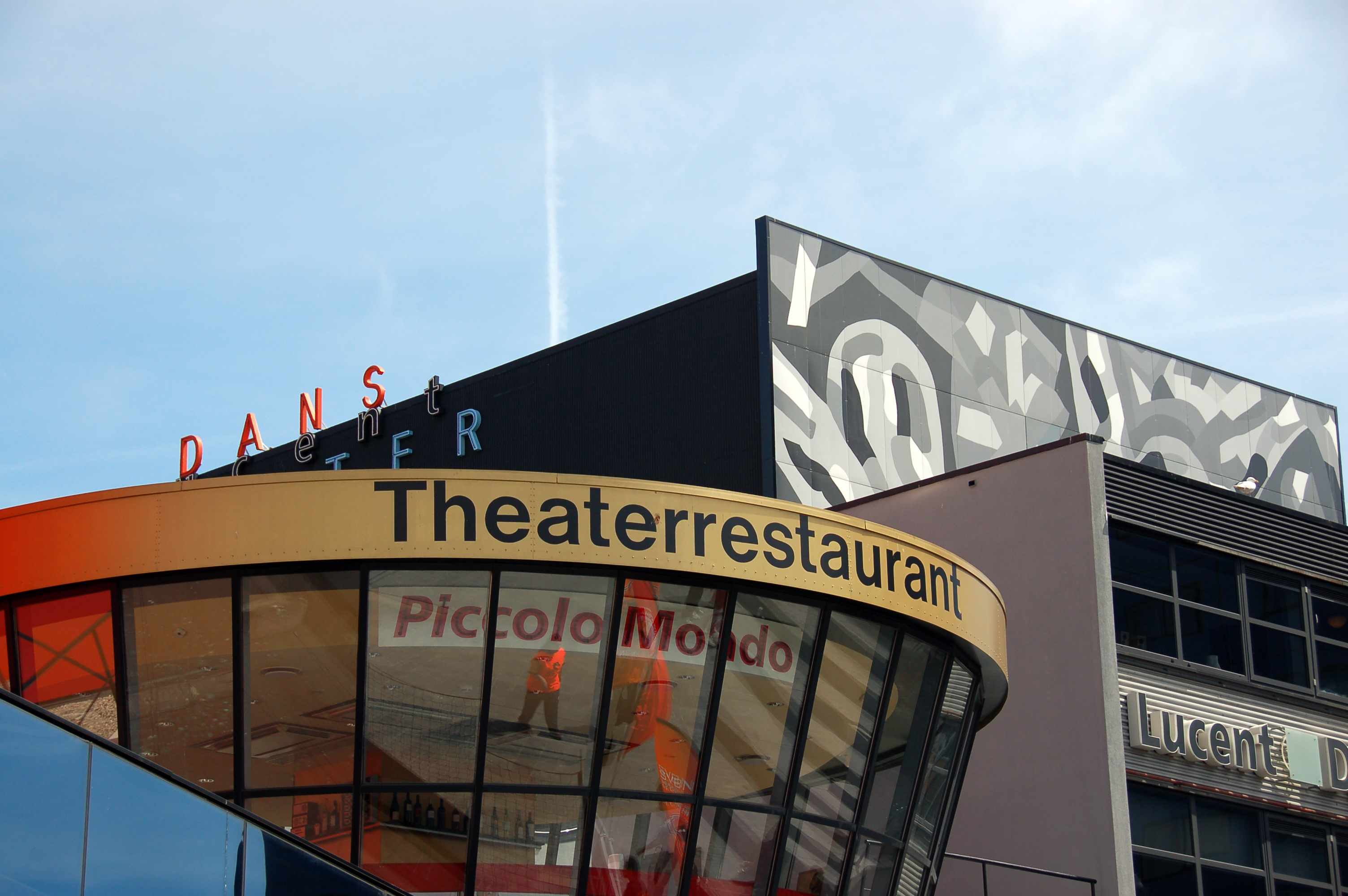
Lucent Danstheater (2010)

Nederlands Dans Theater (NDT) is een in Nederland gevestigd, internationaal opererend dansgezelschap. Sinds 1987 was NDT gevestigd in het Lucent Danstheater aan het Spui in Den Haag. Dit gebouw werd in 2015 gesloopt om plaats te maken voor een nieuw cultureel centrum, Amare, dat in 2021 in gebruik werd genomen. In die tussenliggende jaren werden de voorstellingen gehouden in het Zuiderstrandtheater.

## Oprichting

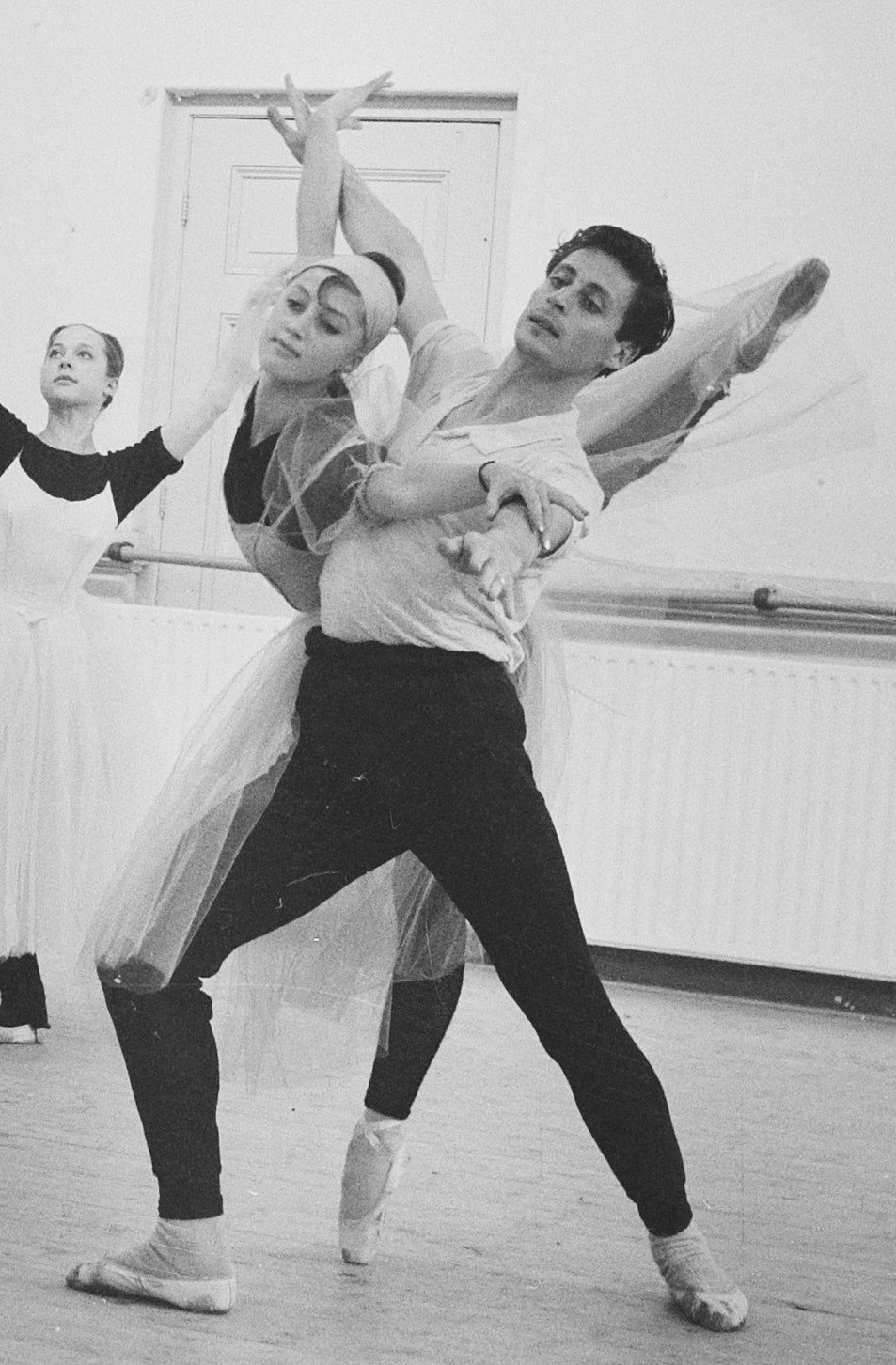
Repetitie Nederlands Ballet in 1961

NDT is in 1959 opgericht na een hoog opgelopen conflict tussen de dansers van het Nederlands Ballet en de toenmalige leiding Sonia Gaskell. De dansers waren het niet eens met het beleid en eisten minder premières, een vast repetitieschema en een eigentijds repertoire. Zestien dansers scheidden zich af van het Nederlands Ballet en vormden onder leiding van Benjamin Harkarvy en met zakelijk leider Carel Birnie Nederlands Dans Theater.
De eerste groep dansers bestond uit:
- Mabel Alter
- Willy de la Bije
- Charles Czarny
- Rudi van Dantzig
- Olga Dzialiner
- Han Ebbelaar
- Jaap Flier
- Milly Gramberg
- Pepita Goedemans
- Marianne Hilarides
- Martinette Janmaat
- Hannie van Leeuwen
- Gérard Lemaître
- Hans van Manen
- Alexandra Radius
- Hans van der Togt
- Annemarie Verhoeven
- Aart Verstegen
- Marianne Westerdijk

Veel van hen hebben hun stempel achtergelaten op de Nederlandse dans, onder wie Hans van Manen, Rudi van Dantzig en Gérard Lemaître. Charles Czarny, Martinette Janmaat en Mabel Alter werden bekend als dansleraren aan diverse conservatoria en dansacademies in Rotterdam en Amsterdam.
In de jaren 1960 bracht Nederlands Dans Theater voornamelijk repertoire van klassieke dans die sterk was beïnvloed door Amerikaanse moderne dans. Onder leiding van onder anderen Hans van Manen en Jiří Kylián boekte Nederlands Dans Theater nationaal en internationaal succes. Na diverse conflicten binnen de leiding van NDT heerste er in de eerste helft van de jaren 1970 een rommelig beleid. De rust kwam terug in 1975 met de aanstelling van Jiří Kylián als artistiek leider.

## Organisatie van het dansgezelschap
Nederlands Dans Theater bestaat uit twee groepen, zijnde twee generaties dansers.
- NDT 1 is het grote gezelschap, opgericht in 1959 en bestaand uit dertig dansers. In leeftijd variëren zij van 23 tot 42 jaar.
- NDT 2 werd in 1978 opgericht als springplank voor jonge dansers naar NDT 1. Inmiddels is NDT 2 uitgegroeid tot een gezelschap met een eigen bestaansrecht. Het bestaat uit 16 dansers onder de 23 jaar.

Tussen 1991 en 2006 bestond nog een derde groep: NDT 3 (dansers vanaf 40 jaar), opgericht op initiatief van Jiří Kylián. Het moest worden opgeheven wegens onvoldoende structurele subsidie.
Van 1982 tot 1985 bestond er een interne opleiding de “jong talentklas” van de toenmalige balletmeester Ivan Kramar. Onder de studenten bevonden zich Regina van Berkel (later choreograaf Introdans en Ballet Frankfurt), Leila Kester (zij werd pilatesdocent bij Het Nationale Ballet en Nederlands Dans Theater), Mirella Simoncini (werd gastdocente bij Rambert en oprichtster Summerschool Den Haag) en Sanne van der Put (docente bij opleiding ArtEZ).

### Artistiek directeuren

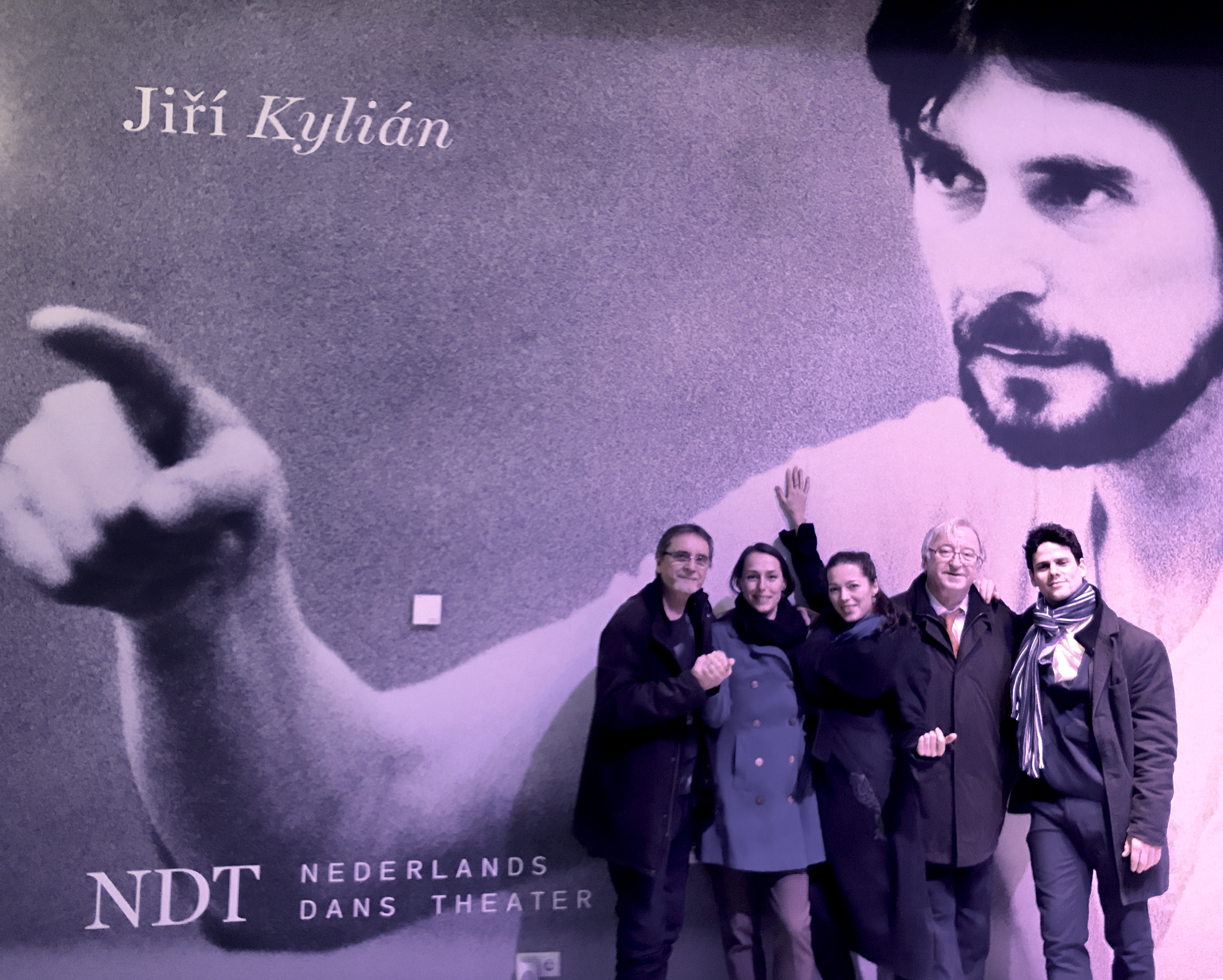
Jiří Kylián (links) voor een poster waarop hij zelf te zien is.

- 1959-1969: Benjamin Harkarvy was choreograaf en artistiek directeur/mededirecteur (met Hans van Manen). Hij is daarna nog mededirecteur van het Nederlands Nationaal Ballet geweest en vanaf 1992 is hij directeur van de afdeling Dans van de Juilliard School in New York.
- 1961-1970: Hans van Manen was vanaf 1960 tot 1971 verbonden aan Nederlands Dans Theater, aanvankelijk als danser (tot 1963) en choreograaf en vanaf 1961 tevens als artistiek leider. In die periode kwam Van Manen als choreograaf volledig tot ontplooiing. Na twee jaar freelancen trad hij als choreograaf-regisseur in dienst bij Het Nationale Ballet. Vanaf 1988 was Hans van Manen als vaste choreograaf weer terug bij het NDT. Zijn oeuvre telt thans meer dan 110 balletten, waarvan hij er 62 voor het NDT schreef.
- 1970-1973: Jaap Flier werd de nieuwe artistiek directeur. Hij stopte daarvoor met dansen maar bleef af en toe nog choreografieën maken.
- 1975-1999: Jiří Kylián was de derde artistiek directeur en vergaarde een nooit eerder voorgekomen succes en bekendheid voor Nederlands Dans Theater. Nadat hij in 1999 was teruggetreden als artistiek directeur, bleef hij verbonden aan Nederlands Dans Theater als huischoreograaf en artistiek adviseur.[1] Jiří Kylián vierde in april 1995 zijn 20-jarig jubileum bij Nederlands Dans Theater met de grootschalige dansproductie Arcimboldo, waaraan alle dansers van Nederlands Dans Theater I, II en III (zie onder) deelnamen. Bij die gelegenheid werd hij benoemd tot Officier in de Orde van Oranje-Nassau.
- 1975-1977: Hans Knill gaf twee jaar lang samen met Jiří Kylián artistieke leiding aan het NDT.
- 1999-2004: Marian Sarstädt leverde als danser (1962-1972), als staflid van de artistieke raad en als adjunct-directeur een bijdrage aan het NDT.
- 2004-2009: Anders Hellström volgde een opleiding aan de Koninklijke Zweedse Balletschool en danste zowel daar als bij het Hamburg Ballet en bij het William Forsythe Ballet in Frankfurt (1993-1999), voordat hij artistiek directeur werd van het Zweedse Göteburg Ballet.
- 2009-2012: Jim Vincent, Amerikaans danser en choreograaf, geboren op 3 maart 1958 in Trenton, New Jersey (USA), getrouwd en drie kinderen. Van 1978 tot 1990 danste hij bij Nederlands Dans Theater. Daarna vertrok hij naar het Spaanse Compañia Nacional de Danza (1990-1994), waar hij tevens adjunct-artistiek directeur was. Vervolgens ging hij voor zes jaar naar Frankrijk waar hij eerst bij het Lyon Operaballet balletmeester en repetitor was (1994-1997), en daarna directeur Corporate and Special Events bij Disneyland Parijs (1997-2000). In 2000 werd hij artistiek directeur van Hubbard Street Dance Chicago in de Verenigde Staten.
- 2012-2020: Paul Lightfoot. Deze Brit is voormalig danser van NDT 1 en was, samen met partner Sol León, tevens huischoreograaf van het gezelschap.[2]
- 2020–nu: Emily Molnar

### Huis- en gastchoreografen
Jiří Kylián, Paul Lightfoot en Sol León (laatstgenoemden bekend als Lightfoot | León) hadden in het verleden een vaste aanstelling als huischoreograaf. In 2000 schrapt NDT deze functie van huischoreograaf. De samenwerking met gerenommeerde choreografen uit de gehele wereld bleef echter bestaan. Associate choreographers zijn/waren Johan Inger, Crystal Pite, Alexander Ekman en Marco Goecke. Gastchoreografen zijn/waren onder anderen Hans van Manen, Mats Ek, Ohad Naharin en Medhi Walerski.

## Repertoire
Nederlands Dans Theater heeft een groot repertoire opgebouwd, met een gedocumenteerd archief van ruim zeshonderd balletten. Zowel NDT 1 als NDT 2 reizen ieder jaar door binnen- en buitenland met diverse programma's.

## 50-jarig jubileum
In seizoen 2009/2010 vierde het gezelschap zijn vijftigjarig jubileum met een speciale voorstelling, uitgevoerd door beide gezelschappen. Ook bracht NDT een ode aan verscheidene grondleggers. De organisatie van het Holland Dance Festival droeg het festival van 2009 aan NDT op.

## Onderscheidingen
Het Nederlands Dans Theater, de choreografen, de dansers en de drie (thans twee) groepen ontvingen in totaal meer dan honderd prijzen en onderscheidingen, waaronder diverse prestigieuze. Zo zijn Hans van Manen en Jiří Kylián beiden benoemd tot Officier in de Orde van Oranje-Nassau. In Nederland is het NDT twaalf keer onderscheiden met een VSCD-prijs (Vereniging van Schouwburgen en Concertgebouwdirecties). Vier keer is een Zwaan uitgereikt, tweemaal voor "beste dansprestatie" (Parvaneh Scharafali in 2005 en Medhi Walerski in 2013), een voor "beste dansproductie" (Lightfoot León, 2006) en een voor "indrukwekkendste dansvoorstelling" (Figures in Extinction [1.0] door Crystal Pite en de Engelse theaterregisseur Simon McBurney). Ook zijn er internationale prijzen gewonnen, waaronder enkele Nijinsky Awards – daarnaast zijn Hans van Manen, Jiří Kylián en NDT 1 onderscheiden op het prestigieuze Edinburgh International Festival.